# Strongylaspis bullata
Strongylaspis bullata es una especie de escarabajo longicornio del género Strongylaspis, categorizada en la tribu Macrotomini, de la subfamilia Prioninae. Fue descrita por Bates en 1872.
El período de actividad en ejemplares adultos se presenta regularmente en los meses de mayo y julio. Existe un ejemplar de la especie en el museo de Historia Natural.

## Descripción
Mide 24-36 mm de longitud.

## Distribución
Se distribuye por América: Costa Rica, El Salvador, Guatemala, México y Nicaragua. 